# Щайнсел
Щайнсел (на люксембургски: Gemeng Steesel) е община в Люксембург, окръг Люксембург, кантон Люксембург.
Има обща площ от 21,81 км². Населението ѝ е 4680 души през 2009 година.

## Състав
Общината се състои от 3 села:
- Щайнсел (Steesel, Steinsel)
- (Heeschdref, Heisdorf)
- (Mëlleref, Mullendorf)